# Tino-Sven Sušić
Tino-Sven Sušić (Sarajevo, 13. veljače 1992.)  bosanskohercegovački je nogometaš. Uz bosanskohercegovačko, ima belgijsko i hrvatsko državljanstvo. Trenutačno igra za talijanski šestoligaški klub Trodica.

## Karijera
Kao mladi nogometaš igrao je za belgijanske klubove: C.S. Visé, K.R.C. Genk i Standard Liège u kojemu je završio juniorski staž. U lipnju 2012. godine prelazi u splitski Hajduk. Za Hajduk je službeno debitirao 19. srpnja 2012. godine protiv latvijskog Skonta (2:0) u kvalifikacijama za Europsku ligu. 
Statistika u Hajduku
| Natjecanje        | Nastupi | Zgoditci |
| ----------------- | ------- | -------- |
| Prvenstvo         | 104     | 19       |
| Kup               | 19      | 7        |
| Superkup          | 1       | 0        |
| Međunarodne       | 18      | 4        |
| Splitski podsavez | 0       | 0        |
| Ukupno            | 142     | 30       |
| Prijateljske      | 46      | 5        |
| Sveukupno         | 188     | 35       |

U kolovozu 2016. godine je Sušić prešao u K.R.C. Genk. U kolovozu 2017. godine Sušić je posuđen izraelskom Maccabiju iz Tel Aviva.

## Priznanja

### Individualna
- 2016.: Najbolji igrač Prve HNL, Žuta majica Sportskih novosti.

### Klupska
HNK Hajduk Split
- Hrvatski nogometni kup (1): 2012./13.

## Privatni život
Sin je nogometaša Seada Sušića i nećak Safeta Sušića.

## Vanjske poveznice
- Profil na soccerway.com
- Profil na transfermarkt.de